# Tour de Toscane féminin-Mémorial Michela Fanini 2021
La 26e édition du Tour de Toscane féminin-Mémorial Michela Fanini a lieu du 27 au 29 août 2021. La course fait partie du calendrier international féminin UCI 2021 en catégorie 2.2.
Arlenis Sierra remporte le prologue. Le lendemain, elle bat Rasa Leleivytė dans un sprint un deux. Sur la dernière étape, Gaia Realini mène au bout son échappée solitaire et s'impose par une très faible marge. Au classement général, Arlenis Sierra devance Rasa Leleivytė et Debora Silvestri. Arlenis Sierra remporte également le classement par points. Gaia Realini est la meilleure grimpeuse, Karolina Kumięga la meilleure jeune et A.R. Monex Women's la meilleure équipe.

## Équipes
| Équipes féminines continentales (11)- A.R. Monex - Aromitalia-Basso Bikes-Vaiano - Born To Win-G20-Ambedo - Doltcini-Van Eyck Sport-Proximus - Drops-Le col - Eneicat-RBH Global-Martin Villa - Isolmant-Premac-Vittoria - Lviv Cycling Team - Servetto-Makhymo-Beltrami TSA - Top Girls Fassa Bortolo - Valcar-Travel & Service Équipes nationales (3)- Israël - Pologne - Slovaquie Équipe féminines amateur (9)- ABC Dame Elite - Team Dukla Praha Women - GB junior - GS Mendelspeck - Liro Alcaldía la Vega - Lotus Cycling Team - Mat Atom Deweloper - Team Stuttgart - Veneto |
| |

La formation Cycling Club Minsk est finalement absente à cause de difficultés administratives à l'aéroport de Minsk.

## Étapes
| Étape     | Date    | Villes étapes                   | type            | Distance (km) | Vainqueur d'étape | Leader du classement général |
| --------- | ------- | ------------------------------- | --------------- | ------------- | ----------------- | ---------------------------- |
| Prologue  | 27 août | Campi Bisenzio – Campi Bisenzio | prologue        | 2,2           | Arlenis Sierra    | Arlenis Sierra               |
| 1re étape | 28 août | Capannori – Capannori           | étape vallonnée | 116,8         | Arlenis Sierra    | Arlenis Sierra               |
| 2e étape  | 29 août | Capannori – Montecatini Terme   | étape vallonnée | 127,8         | Giorgia Bariani   | Arlenis Sierra               |

## Déroulement de la course

### Prologue
Arlenis Sierra remporte le prologue de l'épreuve.
| \| Classement de l'étape \| Classement de l'étape \| Classement de l'étape \| Classement de l'étape \| Classement de l'étape \| \| Coureuse \| Coureuse \| Pays \| Équipe \| Temps \| \| --------------------- \| ------------------------ \| --------------------- \| ---------------------------------- \| --------------------- \| \| 1re \| Arlenis Sierra \| Cuba \| A.R. Monex Women's \| 2 min 59 s \| \| 2e \| Martina Alzini \| Italie \| Valcar-Travel & Service \| + 5 s \| \| 3e \| Karolina Kumięga \| Pologne \| TKK Pacific Toruń - Nestlé Fitness \| + 6 s \| \| 4e \| Maike van der Duin \| Pays-Bas \| Drops-Le Col \| + 6 s \| \| 5e \| Agnieszka Skalniak-Sójka \| Pologne \| Mat Atom Deweloper \| + 7 s \| \| 6e \| Christina Schweinberger \| Autriche \| Doltcini-Van Eyck-Proximus \| + 8 s \| \| 7e \| Maria Novolodskaya \| Russie \| A.R. Monex Women's \| + 8 s \| \| 8e \| Karolina Karasiewicz \| Pologne \| TKK Pacific Toruń - Nestlé Fitness \| + 8 s \| \| 9e \| Inga Čilvinaitė \| Lituanie \| Aromitalia-Basso Bikes-Vaiano \| + 10 s \| \| 10e \| Hanna Solovey \| Ukraine \| Lviv Cycling Team \| + 10 s \| |                          |          |                                    |            |
| |                          |          |                                    |            |
| Source : Cycling Quotient |                          |          |                                    |            |
| Classement de l'étape |                          |          |                                    |            |
| Coureuse | Coureuse                 | Pays     | Équipe                             | Temps      |
| 1re | Arlenis Sierra           | Cuba     | A.R. Monex Women's                 | 2 min 59 s |
| 2e | Martina Alzini           | Italie   | Valcar-Travel & Service            | + 5 s      |
| 3e | Karolina Kumięga         | Pologne  | TKK Pacific Toruń - Nestlé Fitness | + 6 s      |
| 4e | Maike van der Duin       | Pays-Bas | Drops-Le Col                       | + 6 s      |
| 5e | Agnieszka Skalniak-Sójka | Pologne  | Mat Atom Deweloper                 | + 7 s      |
| 6e | Christina Schweinberger  | Autriche | Doltcini-Van Eyck-Proximus         | + 8 s      |
| 7e | Maria Novolodskaya       | Russie   | A.R. Monex Women's                 | + 8 s      |
| 8e | Karolina Karasiewicz     | Pologne  | TKK Pacific Toruń - Nestlé Fitness | + 8 s      |
| 9e | Inga Čilvinaitė          | Lituanie | Aromitalia-Basso Bikes-Vaiano      | + 10 s     |
| 10e | Hanna Solovey            | Ukraine  | Lviv Cycling Team                  | + 10 s     |

| \| Classement général \| Classement général \| Classement général \| Classement général \| Classement général \| \| Coureuse \| Coureuse \| Pays \| Équipe \| Temps \| \| ------------------ \| ------------------------ \| ------------------ \| ---------------------------------- \| ------------------ \| \| 1re \| Arlenis Sierra \| Cuba \| A.R. Monex Women's \| 2 min 59 s \| \| 2e \| Martina Alzini \| Italie \| Valcar-Travel & Service \| + 5 s \| \| 3e \| Karolina Kumięga \| Pologne \| TKK Pacific Toruń - Nestlé Fitness \| + 6 s \| \| 4e \| Maike van der Duin \| Pays-Bas \| Drops-Le Col \| + 6 s \| \| 5e \| Agnieszka Skalniak-Sójka \| Pologne \| Mat Atom Deweloper \| + 7 s \| \| 6e \| Christina Schweinberger \| Autriche \| Doltcini-Van Eyck-Proximus \| + 8 s \| \| 7e \| Maria Novolodskaya \| Russie \| A.R. Monex Women's \| + 8 s \| \| 8e \| Karolina Karasiewicz \| Pologne \| TKK Pacific Toruń - Nestlé Fitness \| + 8 s \| \| 9e \| Inga Čilvinaitė \| Lituanie \| Aromitalia-Basso Bikes-Vaiano \| + 10 s \| \| 10e \| Hanna Solovey \| Ukraine \| Lviv Cycling Team \| + 10 s \| |                          |          |                                    |            |
| |                          |          |                                    |            |
| Source : Cycling Quotient |                          |          |                                    |            |
| Classement général |                          |          |                                    |            |
| Coureuse | Coureuse                 | Pays     | Équipe                             | Temps      |
| 1re | Arlenis Sierra           | Cuba     | A.R. Monex Women's                 | 2 min 59 s |
| 2e | Martina Alzini           | Italie   | Valcar-Travel & Service            | + 5 s      |
| 3e | Karolina Kumięga         | Pologne  | TKK Pacific Toruń - Nestlé Fitness | + 6 s      |
| 4e | Maike van der Duin       | Pays-Bas | Drops-Le Col                       | + 6 s      |
| 5e | Agnieszka Skalniak-Sójka | Pologne  | Mat Atom Deweloper                 | + 7 s      |
| 6e | Christina Schweinberger  | Autriche | Doltcini-Van Eyck-Proximus         | + 8 s      |
| 7e | Maria Novolodskaya       | Russie   | A.R. Monex Women's                 | + 8 s      |
| 8e | Karolina Karasiewicz     | Pologne  | TKK Pacific Toruń - Nestlé Fitness | + 8 s      |
| 9e | Inga Čilvinaitė          | Lituanie | Aromitalia-Basso Bikes-Vaiano      | + 10 s     |
| 10e | Hanna Solovey            | Ukraine  | Lviv Cycling Team                  | + 10 s     |

### 1reétape
À six kilomètres de l'arrivée, Rasa Leleivyte sort seule. Plus loin, Arlenis Sierra part à sa poursuite et la rejoint. Au sprint, la Cubaine se montre la plus rapide.
| \| Classement de l'étape \| Classement de l'étape \| Classement de l'étape \| Classement de l'étape \| Classement de l'étape \| \| Coureuse \| Coureuse \| Pays \| Équipe \| Temps \| \| --------------------- \| --------------------- \| --------------------- \| ---------------------------------- \| --------------------- \| \| 1re \| Arlenis Sierra \| Cuba \| A.R. Monex Women's \| 2 h 53 min 40 s \| \| 2e \| Rasa Leleivytė \| Lituanie \| Aromitalia-Basso Bikes-Vaiano \| + 1 s \| \| 3e \| Debora Silvestri \| Italie \| Top Girls Fassa Bortolo \| + 30 s \| \| 4e \| Aurela Nerlo \| Pologne \| TKK Pacific Toruń - Nestlé Fitness \| + 30 s \| \| 5e \| Gaia Realini \| Italie \| Isolmant-Premac-Vittoria \| + 31 s \| \| 6e \| Omer Shapira \| Israël \| Canyon-SRAM Racing \| + 33 s \| \| 7e \| Maria Novolodskaya \| Russie \| A.R. Monex Women's \| + 45 s \| \| 8e \| Letizia Borghesi \| Italie \| Aromitalia-Basso Bikes-Vaiano \| + 1 min 03 s \| \| 9e \| Giorgia Bariani \| Italie \| Top Girls Fassa Bortolo \| + 1 min 03 s \| \| 10e \| Inga Čilvinaitė \| Lituanie \| Aromitalia-Basso Bikes-Vaiano \| + 1 min 03 s \| |                    |          |                                    |                 |
| |                    |          |                                    |                 |
| Source : Cycling Quotient |                    |          |                                    |                 |
| Classement de l'étape |                    |          |                                    |                 |
| Coureuse | Coureuse           | Pays     | Équipe                             | Temps           |
| 1re | Arlenis Sierra     | Cuba     | A.R. Monex Women's                 | 2 h 53 min 40 s |
| 2e | Rasa Leleivytė     | Lituanie | Aromitalia-Basso Bikes-Vaiano      | + 1 s           |
| 3e | Debora Silvestri   | Italie   | Top Girls Fassa Bortolo            | + 30 s          |
| 4e | Aurela Nerlo       | Pologne  | TKK Pacific Toruń - Nestlé Fitness | + 30 s          |
| 5e | Gaia Realini       | Italie   | Isolmant-Premac-Vittoria           | + 31 s          |
| 6e | Omer Shapira       | Israël   | Canyon-SRAM Racing                 | + 33 s          |
| 7e | Maria Novolodskaya | Russie   | A.R. Monex Women's                 | + 45 s          |
| 8e | Letizia Borghesi   | Italie   | Aromitalia-Basso Bikes-Vaiano      | + 1 min 03 s    |
| 9e | Giorgia Bariani    | Italie   | Top Girls Fassa Bortolo            | + 1 min 03 s    |
| 10e | Inga Čilvinaitė    | Lituanie | Aromitalia-Basso Bikes-Vaiano      | + 1 min 03 s    |

| \| Classement général \| Classement général \| Classement général \| Classement général \| Classement général \| \| Coureuse \| Coureuse \| Pays \| Équipe \| Temps \| \| ------------------ \| ------------------ \| ------------------ \| ---------------------------------- \| ------------------ \| \| 1re \| Arlenis Sierra \| Cuba \| A.R. Monex Women's \| 2 h 56 min 29 s \| \| 2e \| Rasa Leleivytė \| Lituanie \| Aromitalia-Basso Bikes-Vaiano \| + 23 s \| \| 3e \| Debora Silvestri \| Italie \| Top Girls Fassa Bortolo \| + 48 s \| \| 4e \| Aurela Nerlo \| Pologne \| TKK Pacific Toruń - Nestlé Fitness \| + 59 s \| \| 5e \| Maria Novolodskaya \| Russie \| A.R. Monex Women's \| + 1 min 03 s \| \| 6e \| Gaia Realini \| Italie \| Isolmant-Premac-Vittoria \| + 1 min 06 s \| \| 7e \| Omer Shapira \| Israël \| Canyon-SRAM Racing \| + 1 min 15 s \| \| 8e \| Karolina Kumięga \| Pologne \| TKK Pacific Toruń - Nestlé Fitness \| + 1 min 18 s \| \| 9e \| Inga Čilvinaitė \| Lituanie \| Aromitalia-Basso Bikes-Vaiano \| + 1 min 23 s \| \| 10e \| Giorgia Bariani \| Italie \| Top Girls Fassa Bortolo \| + 1 min 25 s \| |                    |          |                                    |                 |
| |                    |          |                                    |                 |
| Source : Cycling Quotient |                    |          |                                    |                 |
| Classement général |                    |          |                                    |                 |
| Coureuse | Coureuse           | Pays     | Équipe                             | Temps           |
| 1re | Arlenis Sierra     | Cuba     | A.R. Monex Women's                 | 2 h 56 min 29 s |
| 2e | Rasa Leleivytė     | Lituanie | Aromitalia-Basso Bikes-Vaiano      | + 23 s          |
| 3e | Debora Silvestri   | Italie   | Top Girls Fassa Bortolo            | + 48 s          |
| 4e | Aurela Nerlo       | Pologne  | TKK Pacific Toruń - Nestlé Fitness | + 59 s          |
| 5e | Maria Novolodskaya | Russie   | A.R. Monex Women's                 | + 1 min 03 s    |
| 6e | Gaia Realini       | Italie   | Isolmant-Premac-Vittoria           | + 1 min 06 s    |
| 7e | Omer Shapira       | Israël   | Canyon-SRAM Racing                 | + 1 min 15 s    |
| 8e | Karolina Kumięga   | Pologne  | TKK Pacific Toruń - Nestlé Fitness | + 1 min 18 s    |
| 9e | Inga Čilvinaitė    | Lituanie | Aromitalia-Basso Bikes-Vaiano      | + 1 min 23 s    |
| 10e | Giorgia Bariani    | Italie   | Top Girls Fassa Bortolo            | + 1 min 25 s    |

### 2eétape
Peu avant le second passage à Montecatini, la première échappée de la journée sort. Il s'agit de : Alice Towers et Nikola Bajgerova. Leur avance atteint cinquante-cinq secondes. Elles sont néanmoins reprises. Dans la descente de Vico, un trio part avec Anna Christian, Inga Cesuliene et Giorgia Bariani. L'écart atteint une minute dix. À dix kilomètres de l'arrivée, Giorgia Bariani attaque. Elle s'impose avec un mètre d'avance sur ses poursuites menées par Rasa Leleivytė.
| \| Classement de l'étape \| Classement de l'étape \| Classement de l'étape \| Classement de l'étape \| Classement de l'étape \| \| Coureuse \| Coureuse \| Pays \| Équipe \| Temps \| \| --------------------- \| --------------------- \| --------------------- \| ---------------------------------- \| --------------------- \| \| 1re \| Giorgia Bariani \| Italie \| Top Girls Fassa Bortolo \| 3 h 15 min 55 s \| \| 2e \| Rasa Leleivytė \| Lituanie \| Aromitalia-Basso Bikes-Vaiano \| + 0 s \| \| 3e \| Karolina Kumięga \| Pologne \| TKK Pacific Toruń - Nestlé Fitness \| + 0 s \| \| 4e \| Katia Ragusa \| Italie \| A.R. Monex Women's \| + 0 s \| \| 5e \| Arlenis Sierra \| Cuba \| A.R. Monex Women's \| + 0 s \| \| 6e \| Debora Silvestri \| Italie \| Top Girls Fassa Bortolo \| + 0 s \| \| 7e \| Anna Christian \| Royaume-Uni \| Drops-Le Col \| + 5 s \| \| 8e \| Barbara Malcotti \| Italie \| Valcar-Travel & Service \| + 7 s \| \| 9e \| Inga Čilvinaitė \| Lituanie \| Aromitalia-Basso Bikes-Vaiano \| + 15 s \| \| 10e \| Silvia Magri \| Italie \| Valcar-Travel & Service \| + 38 s \| |                  |             |                                    |                 |
| |                  |             |                                    |                 |
| Source : Cycling Quotient |                  |             |                                    |                 |
| Classement de l'étape |                  |             |                                    |                 |
| Coureuse | Coureuse         | Pays        | Équipe                             | Temps           |
| 1re | Giorgia Bariani  | Italie      | Top Girls Fassa Bortolo            | 3 h 15 min 55 s |
| 2e | Rasa Leleivytė   | Lituanie    | Aromitalia-Basso Bikes-Vaiano      | + 0 s           |
| 3e | Karolina Kumięga | Pologne     | TKK Pacific Toruń - Nestlé Fitness | + 0 s           |
| 4e | Katia Ragusa     | Italie      | A.R. Monex Women's                 | + 0 s           |
| 5e | Arlenis Sierra   | Cuba        | A.R. Monex Women's                 | + 0 s           |
| 6e | Debora Silvestri | Italie      | Top Girls Fassa Bortolo            | + 0 s           |
| 7e | Anna Christian   | Royaume-Uni | Drops-Le Col                       | + 5 s           |
| 8e | Barbara Malcotti | Italie      | Valcar-Travel & Service            | + 7 s           |
| 9e | Inga Čilvinaitė  | Lituanie    | Aromitalia-Basso Bikes-Vaiano      | + 15 s          |
| 10e | Silvia Magri     | Italie      | Valcar-Travel & Service            | + 38 s          |

## Classements finals

### Classement général final
| \| Classement général \| Classement général \| Classement général \| Classement général \| Classement général \| \| Coureuse \| Coureuse \| Pays \| Équipe \| Temps \| \| ------------------ \| ------------------ \| ------------------ \| ---------------------------------- \| ------------------ \| \| 1re \| Arlenis Sierra \| Cuba \| A.R. Monex Women's \| 6 h 12 min 24 s \| \| 2e \| Rasa Leleivytė \| Lituanie \| Aromitalia-Basso Bikes-Vaiano \| + 17 s \| \| 3e \| Debora Silvestri \| Italie \| Top Girls Fassa Bortolo \| + 48 s \| \| 4e \| Karolina Kumięga \| Pologne \| TKK Pacific Toruń - Nestlé Fitness \| + 1 min 12 s \| \| 5e \| Giorgia Bariani \| Italie \| Top Girls Fassa Bortolo \| + 1 min 15 s \| \| 6e \| Aurela Nerlo \| Pologne \| TKK Pacific Toruń - Nestlé Fitness \| + 1 min 37 s \| \| 7e \| Inga Čilvinaitė \| Lituanie \| Aromitalia-Basso Bikes-Vaiano \| + 1 min 38 s \| \| 8e \| Maria Novolodskaya \| Russie \| A.R. Monex Women's \| + 1 min 41 s \| \| 9e \| Gaia Realini \| Italie \| Isolmant-Premac-Vittoria \| + 1 min 44 s \| \| 10e \| Omer Shapira \| Israël \| Canyon-SRAM Racing \| + 1 min 53 s \| |                    |          |                                    |                 |
| |                    |          |                                    |                 |
| |                    |          |                                    |                 |
| Classement général |                    |          |                                    |                 |
| Coureuse | Coureuse           | Pays     | Équipe                             | Temps           |
| 1re | Arlenis Sierra     | Cuba     | A.R. Monex Women's                 | 6 h 12 min 24 s |
| 2e | Rasa Leleivytė     | Lituanie | Aromitalia-Basso Bikes-Vaiano      | + 17 s          |
| 3e | Debora Silvestri   | Italie   | Top Girls Fassa Bortolo            | + 48 s          |
| 4e | Karolina Kumięga   | Pologne  | TKK Pacific Toruń - Nestlé Fitness | + 1 min 12 s    |
| 5e | Giorgia Bariani    | Italie   | Top Girls Fassa Bortolo            | + 1 min 15 s    |
| 6e | Aurela Nerlo       | Pologne  | TKK Pacific Toruń - Nestlé Fitness | + 1 min 37 s    |
| 7e | Inga Čilvinaitė    | Lituanie | Aromitalia-Basso Bikes-Vaiano      | + 1 min 38 s    |
| 8e | Maria Novolodskaya | Russie   | A.R. Monex Women's                 | + 1 min 41 s    |
| 9e | Gaia Realini       | Italie   | Isolmant-Premac-Vittoria           | + 1 min 44 s    |
| 10e | Omer Shapira       | Israël   | Canyon-SRAM Racing                 | + 1 min 53 s    |

### Points UCI
| Position           | 1er | 2e | 3e | 4e | 5e | 6e | 7e | 8e à 10e |
| Classement général | 40  | 30 | 25 | 20 | 15 | 10 | 5  | 3        |
| Par étape          | 8   | 5  | 3  | 1  |    |    |    |          |
| Leader, par étape  | 1   |    |    |    |    |    |    |          |

### Classements annexes

#### Classement par points
| Classement par points | Classement par points | Classement par points | Classement par points              | Classement par points |
| Coureuse              | Coureuse              | Pays                  | Équipe                             | Points                |
| --------------------- | --------------------- | --------------------- | ---------------------------------- | --------------------- |
| 1re                   | Arlenis Sierra        | Cuba                  | A.R. Monex Women's                 | 36 pts                |
| 2e                    | Karolina Kumięga      | Pologne               | TKK Pacific Toruń - Nestlé Fitness | 25 pts                |
| 3e                    | Rasa Leleivytė        | Lituanie              | Aromitalia-Basso Bikes-Vaiano      | 24 pts                |
| 4e                    | Giorgia Bariani       | Italie                | Top Girls Fassa Bortolo            | 17 pts                |
| 5e                    | Debora Silvestri      | Italie                | Top Girls Fassa Bortolo            | 15 pts                |
| 6e                    | Aurela Nerlo          | Pologne               | TKK Pacific Toruń - Nestlé Fitness | 8 pts                 |
| 7e                    | Maria Novolodskaya    | Russie                | A.R. Monex Women's                 | 8 pts                 |
| 8e                    | Katia Ragusa          | Italie                | A.R. Monex Women's                 | 8 pts                 |
| 9e                    | Maike van der Duin    | Pays-Bas              | Drops-Le Col                       | 8 pts                 |
| 10e                   | Gaia Realini          | Italie                | Isolmant-Premac-Vittoria           | 6 pts                 |

#### Classement de la meilleure grimpeuse
| Classement de la montagne | Classement de la montagne | Classement de la montagne | Classement de la montagne          | Classement de la montagne |
| Coureuse                  | Coureuse                  | Pays                      | Équipe                             | Points                    |
| ------------------------- | ------------------------- | ------------------------- | ---------------------------------- | ------------------------- |
| 1re                       | Gaia Realini              | Italie                    | Isolmant-Premac-Vittoria           | 37 pts                    |
| 2e                        | Karolina Kumięga          | Pologne                   | TKK Pacific Toruń - Nestlé Fitness | 15 pts                    |
| 3e                        | Katia Ragusa              | Italie                    | A.R. Monex Women's                 | 15 pts                    |
| 4e                        | Rasa Leleivytė            | Lituanie                  | Aromitalia-Basso Bikes-Vaiano      | 9 pts                     |
| 5e                        | Giorgia Bariani           | Italie                    | Top Girls Fassa Bortolo            | 9 pts                     |
| 6e                        | Maria Novolodskaya        | Russie                    | A.R. Monex Women's                 | 6 pts                     |
| 7e                        | Anna Christian            | Royaume-Uni               | Drops-Le Col                       | 6 pts                     |
| 8e                        | Arlenis Sierra            | Cuba                      | A.R. Monex Women's                 | 3 pts                     |
| 9e                        | Inga Čilvinaitė           | Lituanie                  | Aromitalia-Basso Bikes-Vaiano      | 3 pts                     |
| 10e                       | Barbara Malcotti          | Italie                    | Valcar-Travel & Service            | 3 pts                     |

#### Classement de la meilleure jeune
| Classement du meilleur jeune | Classement du meilleur jeune | Classement du meilleur jeune | Classement du meilleur jeune       | Classement du meilleur jeune |
| Coureuse                     | Coureuse                     | Pays                         | Équipe                             | Temps                        |
| ---------------------------- | ---------------------------- | ---------------------------- | ---------------------------------- | ---------------------------- |
| 1re                          | Karolina Kumięga             | Pologne                      | TKK Pacific Toruń - Nestlé Fitness | 6 h 13 min 36 s              |
| 2e                           | Giorgia Bariani              | Italie                       | Top Girls Fassa Bortolo            | + 3 s                        |
| 3e                           | Maria Novolodskaya           | Russie                       | A.R. Monex Women's                 | + 29 s                       |
| 4e                           | Gaia Realini                 | Italie                       | Isolmant-Premac-Vittoria           | + 32 s                       |
| 5e                           | Silvia Magri                 | Italie                       | Valcar-Travel & Service            | + 1 min 19 s                 |
| 6e                           | Federica Piergiovanni        | Italie                       | Valcar-Travel & Service            | + 1 min 21 s                 |
| 7e                           | Barbara Malcotti             | Italie                       | Valcar-Travel & Service            | + 2 min 17 s                 |
| 8e                           | Caris Cosentino              | Italie                       | Born To Win-G20-Ambedo             | + 2 min 39 s                 |
| 9e                           | Dominika Włodarczyk          | Pologne                      | Mat Atom Deweloper                 | + 2 min 41 s                 |
| 10e                          | Giorgia Vettorello           | Italie                       | Top Girls Fassa Bortolo            | + 2 min 41 s                 |

## Évolution des classements
| Étape              |                    | Vainqueur _     | Classement général | Classement par points | Meilleure grimpeuse | Meilleure jeune    | Meilleure équipe _ |
| ------------------ | ------------------ | --------------- | ------------------ | --------------------- | ------------------- | ------------------ | ------------------ |
| Prologue           | prologue           | Arlenis Sierra  | Arlenis Sierra     | Arlenis Sierra        | non attribué        | Karolina Kumięga   | A.R. Monex         |
| 1re étape          | étape vallonnée    | Arlenis Sierra  | Arlenis Sierra     | Arlenis Sierra        | Rasa Leleivytė      | Maria Novolodskaya | A.R. Monex         |
| 2e étape           | étape vallonnée    | Giorgia Bariani | Arlenis Sierra     | Arlenis Sierra        | Gaia Realini        | Karolina Kumięga   | A.R. Monex         |
| Classements finals | Classements finals |                 | Arlenis Sierra     | Arlenis Sierra        | Gaia Realini        | Karolina Kumięga   | A.R. Monex         |